# Yonkers
|  | Dieser Artikel wurde aufgrund von inhaltlichen Mängeln auf der Qualitätssicherungsseite des Projektes USA eingetragen. Hilf mit, die Qualität dieses Artikels auf ein akzeptables Niveau zu bringen, und beteilige dich an der Diskussion! Folgende Mängel sollten behoben werden, bevor diese Markierung entfernt werden kann: Langer Artikel mit zwei Belegen, in Teilen veraltet |

Yonkers ist eine City im Westchester County im US-Bundesstaat New York mit einer Einwohnerzahl von 211.569 (Stand: Volkszählung 2020). Sie liegt nördlich von New York City.
Die bekannteste Attraktion Yonkers’ ist der Yonkers Raceway, eine Trabrennbahn. Ebenfalls in Yonkers liegt ein bekanntes Einkaufsgebiet entlang der Central Park Avenue, das von zahlreichen Kunden aus den angrenzenden Gebieten besucht wird.

## Geographie
Die Stadt hat eine Gesamtfläche von insgesamt 52,6 km², wovon 5,8 km² Wasser sind (11,02 %).

### Ortslage und Nachbarorte
Die Stadt ist auf vielen Hügeln gelegen und erstreckt sich von Meeresspiegelhöhe am östlichen Ufer des Hudson Rivers bis zu 126 Metern bei der Sacred Heart Church, deren Kirchturmspitze selbst von entfernten Gebieten wie Long Island oder New Jersey aus gesehen werden kann. Die Topologie der Stadt wurde oft mit San Francisco oder Rom verglichen.
Yonkers grenzt direkt an New York City und teilt die Grenzen mit den Bronx-Quartieren Riverdale, Woodlawn und Wakefield. Die Südgrenze Yonkers’ liegt rund drei Kilometer vom Inwood Hill Park an der Nordspitze Manhattans entfernt.

### Stadtteile

Regionenübersicht

Die Gemeinden von Yonkers werden vier Großregionen zugeteilt:
- Northeast Yonkers (nordöstliches Yonkers): Eine Mittelklasse-Vorstadt, die vor allem von Italo-Amerikanern bewohnt wird. Die Häuser sind im Allgemeinen kleiner und näher zusammen als in naheliegenden einkommensstärkeren Bezirken. Die Hauptverkehrsstraße ist die Central Park Avenue (manchmal auch Central Avenue genannt), an der sowohl verschiedenste kleinere und größere Läden liegen, als auch viele Hochhaus-Wohnhäuser. An der Tuckahoe Road, einer die Central Avenue kreuzenden Straße, liegen ebenfalls viele Geschäfte. Steven Tyler (geboren als Steven Tallarico), der Sänger der Band Aerosmith wuchs hier auf. In Northeast Yonkers liegen neben Crestwood viele weitere Viertel. Markante Gebäude und Plätze sind das St. Vladimir’s Orthodox Theological Seminary, das Tanglewood Shopping Center (früher das Revier der Gang Tanglewood Boys) und das Sarah Lawrence College. Lawrence Park und Cedar Knolls unterscheiden sich in vielerlei Hinsicht von den anderen Vierteln Northeast von Yonkers: Hier liegen vor allem halbhohe Appartementhäuser, in denen Pendler wohnen, die in Manhattan arbeiten. Für diese meist alleinstehenden Personen oder kinderlosen Paare stellen die vielen umliegenden Metro-North-Eisenbahnstationen mit Direktverbindung nach Manhattan einen entscheidenden Vorzug dieser zwei Viertel dar. In Lawrence Park und Cedar Knolls leben vor allem Nachkommen europäischer Einwanderer.

- Northwest Yonkers (nordwestliches Yonkers): Erstreckt sich vom Hudson River bis zum Norden der Ashburton Avenue. Während die Warburton Avenue und andere Gebiete am Hudson River ältere viktorianische Häuser enthalten, trifft man ein paar Straßen östlich der Lake Avenue auf sozial schwächere Viertel. In Northwest Yonkers leben neben den üblichen Italien- und Irlandstämmigen auch die wenigen Juden von Yonkers sowie in Runyon Heights überwiegend Afroamerikaner. Eine Sehenswürdigkeit von Northwest Yonkers stellt vor allem das Hudson River Museum dar.

- Southeast Yonkers (südöstliches Yonkers): Southeast Yonkers ist eine vor allem von italienisch- oder irischstämmigen Amerikanern bewohnte Gegend, eine typische Ostküsten-Arbeiterklasseinnenstadt, mit einer hohen Anzahl Katholiken. Der größte Teil der Architektur und der Geschäfte in Southeast Yonkers ähneln eher Gegenden der Bronx, Brooklyns, Queens oder Staten Islands. Dies liegt wohl vor allem an der Nähe zur Bronx. Viele betrachten einen Teil der Midland Avenue, die vor allem von Iren bewohnt wird und fließend in die Bronx übergeht, als den „wahren Kern“ von Yonkers. Eine andere Sektion der Midland Avenue, die Dunwoodie-Gegend, wird auch als „Little Italy of Yonkers“ bezeichnet. Die bekanntesten Gebäude und Orte in Southeast Yonkers sind das Cross Country Shopping Center, der Yonkers Raceway und das St. Joseph’s Seminary and College.

- Southwest Yonkers (südwestliches Yonkers): Dieser innerstädtische Teil Yonkers’ wird zumeist als dreckige, arme Gegend mit hoher Kriminalitätsrate angesehen, und ist größtenteils verantwortlich für das negative Image Yonkers’. Die Gegend ist jedoch nicht so gefährlich und verarmt, wie manche glauben. Während die Gegenden um den South Broadway mit Sicherheit keinen gehobenen Standard besitzen, wurden hier auch viele Luxusappartements gebaut, ähnlich wie im Flatbush-Quartier Brooklyns. Natürlich existieren in Southwest Yonkers auch gefährliche, kriminalitätsreiche Viertel, vor allem um den Getty Square, der darum auch Ghetto Square genannt wird. In dieser Gegend leben vor allem Afroamerikaner und Latinos. Ein berühmter Sohn der Gegend ist der Rapper DMX, der hier in einem Sozialwohnprojekt aufwuchs. Im Zuge einer Revitalisierung dieser Gegend wurden hier verschiedene Parks und öffentliche Gebäude errichtet. Eine Sehenswürdigkeit von Southwest Yonkers ist der renovierte viktorianische Pier.

## Demographie
Alle Statistiken wurden im Jahr 2000 erstellt.
Allgemein: In Yonkers gibt es 196.086  Einwohner, 74.351 Haushalte und 49.294 Familien. Die Bevölkerungsdichte beläuft sich auf 4187 Einwohner pro km². Insgesamt stehen in Yonkers 77.589 Gebäude in einer Dichte von 1656 pro km².
Ethnologie: Die Einwohner Yonkers setzen sich nach Ursprungsorten wie folgt zusammen: 60,18 % Weiße, 16,61 % Afro-Amerikaner, 4,86 % Asiaten, 0,44 % Ureinwohner, 0,05 % Pazifikinsulaner. 13,44 % entstammen anderen Orten, 4,42 % haben gemischte Elternpaare. 25,93 Prozent der Gesamtbevölkerung definieren sich als Latinos.
Haushalte: In 30,9 % der 74.351 Haushalte leben Kinder unter 18, in 44,2 % verheiratete Paare, in 17,2 % weibliche Alleinerziehende und 33,7 % werden nicht von Familien bewohnt. 29,2 % aller Haushalte werden von Einzelpersonen bewohnt und in 11,9 % der Haushalte lebt eine Person über 65 Jahre. Die durchschnittliche Anzahl Personen eines Haushaltes ist 2,61 und die durchschnittliche Familiengröße 3,23.
Alter: 24,4 % der Einwohner Yonkers sind unter 18 Jahre alt, 8,8 % von 18 bis 24, 30,6 % von 25 bis 44, 21,2 % von 45 bis 64 und 15 % sind älter als 65. Das Durchschnittsalter ist 36.
Geschlechter: Pro 100 Frauen leben in Yonkers 88,6 Männer. Pro 100 Frauen die älter als 18 sind, leben in Yonkers 84,2 Männer.
Einkommen: Das mittlere Einkommen eines Haushaltes beläuft sich auf 44.663 US-Dollar und das mittlere Einkommen einer Familie auf 53.233 US-Dollar. Männer haben ein mittleres Einkommen von 41.598 US-Dollar, Frauen dagegen 34.756 US-Dollar. Das Pro-Kopf-Einkommen von Yonkers ist 22.793 US-Dollar. 15,5 % der Bevölkerung und 13,0 % der Familien leben unterhalb der Armutsgrenze. Von den Personen unter 18 leben 24,8 % unterhalb der Armutsgrenze, von den Personen unter 65 insgesamt 9,9 %.
| Jahr | Einwohner |
| ---- | --------- |
| 1980 | 195.351   |
| 1990 | 188.082   |
| 2000 | 196.025   |
| 2010 | 195.979   |
| 2020 | 211.569   |

## Geschichte
Das Land, auf dem die Stadt gebaut wurde, war einst Teil eines Landstücks, das dem niederländischen Siedler Adriaen van der Donck (genannt „De Jonkheer“) im Jahre 1640 vom Staat zugewiesen wurde. Van der Donck baute eine Sägemühle an der Stelle, an der der Nepperhan River in den Hudson River überging; der Nepperhan ist heute bekannt als Saw Mill River (Sägemühlefluss).
Die ersten zweihundert Jahre lang war Yonkers eine kleine Bauernstadt mit einem lebhaften Hafengebiet um die Sägemühle. Im Jahre 1853 eröffnete die Otis Elevator Company die weltweit erste Fabrik zur Herstellung von Aufzügen in Yonkers. Weitere Industriezweige folgten in den nächsten Jahren. Im Jahre 1906 wurde Bakelit, der erste komplett synthetische Kunststoff, in Yonkers erfunden. 1907 wurde erstmals der Yonkers-Marathon in der Stadt ausgetragen. Yonkers war auch lange Zeit Amerikas größter Hutproduzent. Während des Zweiten Weltkriegs wurde in den Fabriken oft Rüstungsmaterial hergestellt; so wurden etwa in der Otis-Aufzugfabrik Panzer fabriziert.
Nach dem Zweiten Weltkrieg sank der Industriestern Yonkers’ rapide. Viele Fabriken mussten im Laufe der Jahre schließen. Bis 1983 wurde Yonkers fast vollständig zur Pendlerstadt.

## Sehenswürdigkeiten
Siehe Ella-Fitzgerald-Statue

## Persönlichkeiten

### Söhne und Töchter der Stadt
- John Kendrick Bangs (1862–1922), Schriftsteller, Humorist und Satiriker
- Rudolf Eickemeyer Jr. (1862–1932), Fotograf
- Adam Mortimer Singer (1863–1929), Philanthrop und Sportler
- Winnaretta Singer (1865–1943), Musikmäzenin und Erbin von Isaac Merrit Singer, der sein Vermögen mit Nähmaschinen begründet hatte
- Alexander Smith Cochran (1874–1929), Geschäftsmann, Regattasegler und Philanthrop
- John Howard Northrop (1891–1987), Biochemiker
- Ellsworth Bunker (1894–1984), Diplomat und Botschafter
- Marjorie Nicolson (1894–1981), Literatur- und Wissenschaftshistorikerin
- Gladwyn Kingsley Noble (1894–1940), Zoologe
- Billy Burch (1900–1950), Eishockeyspieler
- Alan Helffrich (1900–1994), Leichtathlet
- Joe Lapchick (1900–1970), Basketballspieler und -trainer
- Thomas J. H. Trapnell (1902–2002), Generalleutnant der United States Army
- Vincent Richards (1903–1959), Tennisspieler
- Stanley William Abbott (1908–1975), Landschaftsarchitekt
- John Atlee Kouwenhoven (1909–1990), Amerikanist
- Elmer James (1910–1954), Jazz-Bassist des Swing
- Yoichi Okamoto (1915–1985), erster offizieller Präsidentschaftsfotograf des Weißen Hauses
- Samuel S. Stratton (1916–1990), Politiker
- Lawrence Ferlinghetti (1919–2021), Schriftsteller, Dichter der Beat Generation
- Irene Stegun (1919–2008), Mathematikerin
- Shadow Wilson (1919–1959), Jazz-Schlagzeuger
- Jack Lambert (1920–2002), Schauspieler
- James H. Pomerene (1920–2008), Computeringenieur
- Robert Everett (1921–2018), Computeringenieur
- Michael Fox (1921–1996), Schauspieler
- Eddie Bert (1922–2012), Jazz-Posaunist
- Sid Caesar (1922–2014), Schauspieler
- Austin Wright (1922–2003), Autor
- Ursula Curtiss (1923–1984), Schriftstellerin
- Avram Davidson (1923–1993), Autor
- Daniel Carleton Gajdusek (1923–2008), Virologe und Nobelpreisträger, Entdecker der sogenannten langsamen Viren
- Vinnie Riccitelli (1926–2025), Jazzmusiker
- Richard Yates (1926–1992), Schriftsteller
- Salvatore Martirano (1927–1995), Komponist
- Charles Emmanuel Fantazzi (* 1930), Altphilologe
- Sue Marx (1930–2023), Filmproduzentin und Filmregisseurin
- Joe Shepley (1930–2016), Jazzmusiker
- Everett Mendelsohn (1931–2023), Wissenschaftshistoriker
- Arnie Uhrlass (1931–2024), Radrennfahrer und Eisschnellläufer
- Robert Stanley (1932–1997), Maler und Grafiker
- Ray Campi (1934–2021), Rockabilly-Sänger
- Alfred DelBello (1934–2015), Politiker
- Herbert Benson (1935–2022), Mediziner
- Bernard McGinn (* 1937), Historiker
- Paul A. Schweitzer (* 1937), Mathematiker
- Robert J. Winchester (* 1937), Mediziner
- Jon Voight (* 1938), Schauspieler
- David Tracy (1939–2025), römisch-katholischer Theologe und Priester des Bistums Bridgeport
- Mike Gallagher (1941–2013), Skilangläufer
- David Feintuch (1944–2006), Science-Fiction-Autor
- Mike Lawrence (1945–1983), Trompeter
- Timothy Chorba (* 1946), Diplomat
- Billy Lester (* 1946), Jazzmusiker
- John B. Taylor (* 1946), Ökonom, Professor für Volkswirtschaft
- Steven Tyler (* 1948), Leadsänger der Rock-Band Aerosmith
- William J. Lennox, Jr. (* 1949), Generalleutnant der US Army
- Jim Cronin (1951–2007), Tierschützer
- Alec John Such (1951–2022), Bassist
- Tom Wolk (1951–2010), Musiker
- Joan E. Donoghue (* 1956), Juristin und Richterin am Internationalen Gerichtshof
- Rob Waring (* 1956), Schlagwerker und Komponist
- Elizabeth Hand (* 1957), Science-Fiction- und Fantasy-Autorin
- Steve Meretzky (* 1957), Computerspiel-Programmierer
- Bobby Hackett (* 1959), Freistilschwimmer
- James B. Comey (* 1960), Jurist und Regierungsbeamter
- Ronald John Garan (* 1961), Astronaut
- Antony Blinken (* 1962), Diplomat und Politiker (Demokratische Partei); seit 2021 Außenminister
- Peter Telep (* 1965), Romanautor, Drehbuchautor und Universitätslehrer
- Ann Battelle (* 1968), Freestyle-Skierin
- Erik Palladino (* 1968), Schauspieler
- Lea Loveless (* 1971), Schwimmerin
- Jadakiss (* 1975) und Sheek Louch (* 1975), Rapper, bilden zusammen mit Styles P. (* 1974) das Rap-trio The Lox bzw. die Formation D-Block mit Bucky, Snyp Lyfe, St. Raw & Bully
- Marc Molinaro (* 1975), Politiker
- Adam Rodriguez (* 1975), Schauspieler
- James Blake (* 1979), Tennisspieler
- Eddie Kingston (* 1981), Wrestler
- Patrick Quinn (1983–2020), ALS-Aktivist
- Frank Milano (* 20. Jh.), Richter und Politiker

### Persönlichkeiten mit Bezug zur Stadt
- Alexander O. Gettler (1883–1968), Biochemiker und Pionier der forensischen Toxikologie
- Ella Fitzgerald (1917–1996), Jazz-Sängerin
- DMX (1970–2021), Rapper
- Mary J. Blige (* 1971), Sängerin; wuchs in Yonkers auf
- Tommy Dreamer (* 1971), Wrestler
- Styles P. (* 1974), Rapper; wuchs in Yonkers auf

## Trivia
- Im Musical Hello, Dolly!, und ebenso im Buch The Matchmaker von Thornton Wilder, auf dem das Musical beruht, ist Yonkers der Wohnort der männlichen Hauptfigur Horace Vandergelder, der hier ein Geschäft für Viehfutter betreibt, in dem er zwei Gehilfen, Barnaby und Cornelius, beschäftigt, die ebenfalls für die Handlung wichtig sind.
- In Max Brooks’ Buch Operation Zombie: Wer länger lebt, ist später tot ist Yonkers Schauplatz der ersten großen Schlacht des Zombiekrieges auf amerikanischem Boden.[4]
- Die Miniserie in Form eines Sozialdrams von HBO Show Me a Hero ist in Yonkers angesiedelt und beinhaltet den sozialen Wohnungsbau, welcher richterlich angeordnet, von einigen Stadträten boykottiert wird, woraufhin die Stadt zu Strafzahlungen verurteilt wird.